# Headline News
A Headline News (HLN) a CNN testvércsatornája. Kezdeti időkben 24 órában, 30 perces hírblokkokat sugárzott. Főbb hírek minden óra kezdetén(:00), illetve felénél voltak(:30).A sport híreknek, időjárásnak, bulvár híreknek, is meg volt a saját időpontja egy 30 perces blokkban. A műsorszerkesztők célja ezzel az volt, hogy mindenki könnyebben el tudja érni az ő általa kedvelt  témát/témákat. 2003-ban változtattak ezen, sokkal pörgősebb, élő beszélgetésekkel tarkított hírműsorokat kezdtek gyártani, ezzel a többi nagy amerikai hírtelevízió trendjét próbálták követni. 2005-től pedig főműsoridőben (Headline Prime) új műsor kezdtek sugározni, a folyamatos hír adás mellett itt már beszélgetős, téma boncolgatós műsorok is helyet kaptak.A mai napig is ez a jellemző.

## Műsor hétfőtől péntekig
- 6:00AM Morning Express with Robin Meade

- 11:00AM Rolling News Coverage

- 5:00PM Prime News

- 7:00PM Issues with Jane Velez-Mitchell

- 8:00PM Nancy Grace

- 9:00PM Lou Dobbs Tonight

- 10:00PM Nancy Grace

- 11:00PM Showbiz Tonight